# Agapios II.
Agapios II. († 19. září 997, Konstantinopol) byl pravoslavný patriarcha antiochijský.

## Život
Před svým zvolením patriarchou byl biskupem ve městě Beroea.
V létě 976 byl sestaven seznam kandidátů na patriarchální trůn, kde bylo včleněno i jeho jméno. Agapios odnesl seznam do Konstantinopole k císaři Basileiosu II. Bulgaroktonosovi. Během jednání Agapios slíbil císaři, že po návratu do Antiochie přesvědčí magistera militum Ubajda-Alláha aby odstranil Bardase Sklerose. Agapios se převlékl za prostého mnicha a donesl magisterovi, kterého po přečtení dostal na stranu císaře Basileiose.
Dne 22. ledna 978 byl ustanoven nový vládce Antiochie a Agapios byl jmenován patriarchou. Agapios byl považován za mistra politických intrik.
V roce 987 se připojil ke spiknutí Bardase Fokase proti Basileiose. Dne 8. března 989 syn Bordase Leon Fokas lstivě pozval patriarchu Agapie k rozhovoru mimo město. Poté Leon zabránil k jeho návratu. Dne 29. října 989 Agapios zorganizoval povstání proti Leonovi a opět demonstroval svou oddanost k císaři Basileiosovi.
Císařův hněv vyústil v rozkaz dopravit Agapia do Konstantinopole a držet ho v domácím vězení v monastýru svatých Kosmy a Damiana. V září 996 na naléhání císaře rezignoval na post patriarchy.
Zemřel 19. září 997.